# Sundquist (skivmärke)

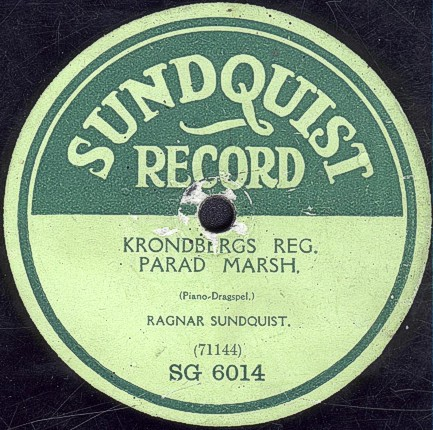
Etikett från en av de totalt fem utgåvorna på Sundquist. Den, troligen av en engelsk sättare misshandlade, melodititeln är Kronobergs regementes paradmarsch.

Sundquist var ett kortlivat svenskt skivmärke ägt av dragspelaren Ragnar Sundquist.
Sundquistetiketten producerade endast totalt fem skivor kring årsskiftet 1920-21. Av dessa totalt tio sidor är sex inspelningar med ägaren själv och de fyra återstående dragspelsduetter av hans släktingar Oscar och Sven Sundquist. Samtliga inspelningar gjordes i London i december 1920 av engelska Columbia som också stod för pressningen (och de mycket illa korrekturlästa etiketterna). Hur skivorna såldes och vad de kostade är okänt.